# Pineland (Texas)
Pineland è una città degli Stati Uniti d'America, situata nello Stato del Texas, nella Contea di Sabine.